# Flato
El flato es una congestión venosa del bazo que surge en ocasiones al realizar ejercicio físico. También se puede contraer si se conversa durante la práctica de un deporte, aunque en muchos de los casos sucede tras ingerir cantidades considerables de líquido. Suele suceder al inicio del ejercicio o ante un cambio de ritmo. Se cree que este dolor es causado por el roce del estómago inflamado con el diafragma, aunque esto no explica por qué el dolor ocurre con frecuencia durante la práctica de natación, donde existe poca o ninguna fuerza hacia abajo que pueda provocar este roce. En algunas regiones de Hispanoamérica es conocido como «dolor de caballo» o «bazo».

## Causas
Existen varias teorías sobre las causas que lo originan:
- Aporte insuficiente de sangre al diafragma que es el músculo principal de la respiración. Pero esto no explica por qué el dolor se desplaza hacia la zona abdominal.
- Sobrecarga en los ligamentos del diafragma, originada por movimientos arriba-abajo. En ese caso tendría que soportar el empuje de los órganos situados por debajo de él. Si hay alimentos este empuje es mayor debido al mayor peso del estómago.
- Según las últimas teorías, el estómago roza cuando está lleno con el peritoneo y éste se irrita produciendo dolor. El peritoneo es una membrana muy sensible que rodea al estómago y las vísceras.
- Si se practica algún deporte mientras se habla, se puede producir el flato.

Para evitar el flato es conveniente no comer al menos dos o tres horas de una sesión de ejercicio y evitar los alimentos con mucho azúcar, grasa y sal, beber mucho pero a pequeños sorbos, y nunca bebidas con gas.
En el caso de que duela, lo mejor es parar la actividad, flexionarse hacia delante y presionar, masajeando las zonas doloridas. También ayuda respirar muy profundamente.